# Petrogalli Artúr
Petrogalli Artúr József (szlovákul Arthur Petrogalli) (Zólyombrézó, 1850. január 6. – Trencsén, 1894. február 14.) főgimnáziumi tanár, entomológus.

## Élete
Szülei Petrogalli József vajszkovai juhász és Oberlaud Mária voltak.
A gimnáziumot Nagyszombatban, majd Besztercebányán végezte, ahol 1868-ban érettségizett. A Budapesti Tudományegyetemen tanult tovább. 1869–1870-ben egyéves önkéntes Bécsben. 1871-től a besztercebányai gimnázium próbaéves, 1872-től helyettes tanára. 1873-ban tanári vizsgát tett és Aradon helyezkedett el. 1885–1894 között a trencséni gimnázium tanára.
A trencséni egyesületek tagja. 1885-től a Trencsénvármegyei Természettudományi Egylet másodtitkára, 1886-tól titkára. Számos előadást tartott. Kutatásait az egylet és a gimnázium évkönyveiben közölte. Több szlovákiai természeti élőhely leírója. Főként rovartannal és botanikával foglalkozott. 1891-től a Magyar Turista Egyesület Vágvölgyi osztályának választmányi tagja. A természettudomány népszerűsítője volt, tanítványa volt Jozef Laco szlovák entomológus is.
Felesége Hülley Ludovika, fiai Petrogalli Oszkár (1877–1925) ügyvéd, politikus, országgyűlési képviselő, újságíró és Géza Arnold (1881-?).

## Művei
- 1881 Értekezés a bogárgyűjtésről. Arad. (Ált. Tanügyi Közlöny)
- 1881 A vérről és vérkeringésről. Ált. Tanügyi Közlöny.
- 1885 A hasadó gombák. (Schizomycetes.) Előadás. Arad. (Kölcsey Egyesület évkönyve)
- 1886 Kirándulás Trencsén közvetlen környékére. A Trencsén Megyei Természettudományi Egylet évkönyve 1885, 93-99.
- 1887 Kirándulás a Nagy Fátra "Hermánd" nevű völgyébe. 1886. évi julius hó 2-7. A Trencsén Megyei Természettudományi Egylet évkönyve 1886, 57-83.
- 1888 Marsó- és Jablonfalvi Marsovszky Móricz, kir. tanácsos (1821-1887). A Trencsén Megyei Természettudományi Egylet évkönyve 1887, 27-30.
- 1890 A hasadó gombákról. A Trencsén Megyei Természettudományi Egylet évkönyve 1888/1889, 85-131.
- 1890 Kirándulás a Szitnyára. A Trencsén Megyei Természettudományi Egylet évkönyve 1888/1889, 132-146.
- Ételeink és tápszereink némelyikének hamisításáról
- A filloxerának Aradmegyében való fellépéséről és tovább terjedéséről.

Írt az Arad és Vidékébe (1873-tól) és az Alföldbe is.